# Fekete Imre (grafikus)
Fekete Imre (Budapest, ? –) reklámgrafikus, képregényrajzoló és -író, illusztrátor. A kilencvenes években felbukkanó képregényalkotó generáció egyik kiemelkedő alakja.

## Pályafutás
Fekete Imre gyermekkora óta rajong a képregényekért. Már öt-hatéves korában rajzolt pálcikaemberes képregényeket, elsősorban science-fiction tematikában. A Képző- és Iparművészeti Szakközépiskolába járt, grafika szakra, és már elsős korában megnyert egy képregénypályázatot a Kölyök magazinban. Ezt követően a Ludas Matyi pályázatán is nyert, majd bekerült a Magyar Iparművészeti Főiskolára. Még csak harmadéves főiskolás, amikor 1993 végén megjelennek első illusztrációi a Galaktikában. Diplomamunkája egy képregény volt: Bulgakov Kutyaszív című regényét Kiss Ferenc adaptálta számára (nyomtatásban csak jóval később jelent meg).
Kiss Ferenc egyik szerzői, alig néhány példányban készült kiadványában, a Profilban jelentek meg Fekete Imre első képregényei, a Nyakék és az őr és a képregényrajzolói ambícióit humorosan, önironikusan tálaló Bemutatkozik Fekete Imre. Nem sokkal ezután került kapcsolatba a Kretén másfélkegyelmű humormagazinnal, amelynek 1995 óta rendszeres munkatársa, itt publikálta legtöbb képregényét.
Első Kreténbeli munkájával, egy abszurdba forduló krimirejtvénnyel a Pifből jól ismert Ludo felügyelőt parodizálta, főszereplője Paul Tron mesterdetektív volt. Még ugyanebben az évben egyetlen oldalba sűrítette a Háború és békét, ötvözte az Egri csillagokat a Csillagok háborújával, elmesélte a Télapó valódi történetét és útjára indította első igazi sorozatát, a Kovács Pistikét. Több szatirikus comic strip-szerű kezdeménye is volt ebben az időszakban: Mármegintatv, David Tetemborough, X-Atkák. Kegyetlenül biztos kézzel költötte át a Ludas Matyit, majd figyelmét egyre inkább a népszerű tévésorozatokra és az ugyancsak főleg a televízióból áradó reklámdömpingre irányította. Képregényeken kívül számos karikatúrát, illusztrációt és írást is publikált a Kreténben, és 1997-től kezdve ő készítette a laphoz a legtöbb címlap-rajzot.
1995 és 1997 között a kiadó egy másik lapjának, a Tiszta Dilinek és készített néhány többoldalas képregényt, illusztrált történetet és Lemmingek képsorokat.
Egyre gyakrabban írt más rajzolóknak is. 1998-ban besegített Varga Zerge Zoltánnak a Dállász forgatókönyvébe, majd Star Trek és Dragon Ball paródiákat írt a számára. 2001-től Láng Istvánnal, a Kretén főszerkesztőjével együttműködve több képregényben tárta fel a lap elkészülésének rejtett (és persze fiktív) titkait. Ugyanebben az évben indult eddigi leghosszabb munkája, a Desodora, amelyet Garisa H. Zsolt rajzolt.
Időközben más orgánumokban is adódtak megjelenési lehetőségei, közte a Kreténhez hasonlóan szintén az ADOC-Semic által kiadott Tiszta Diliben. Kiss Ferenc újabb szerzői kiadványának, a Kalóznak az 5. számában volt először olvasható a Hauck Ferenc forgatókönyve alapján készült Gömb. 2004-ben, a Beszélő decemberi számában végre megjelent nyomtatásban is a Kutyaszív. Részt vett a Fekete-Fehér Képregényantológia elindításában. Ő tervezte a sorozat logóját és tördelte mind a hat szám címlapját, (később ugyanezt megtette a Fekete-Fehér Képregénymúzeum számára is), valamint tagja volt a magazin által kiírt pályázat zsűrijének. A Gömb végleges verziója a Fekete-Fehér 2. számában jelent meg, és ezzel a munkával Fekete Imre el is nyerte a 2006-ban első ízben kiírt Alfabéta-díjat.
A 2005-ben indult Eduárd fapados képregényújság szinte valamennyi számában szerepeltek képregényei, amelyekben több stílust is kikísérletezett. Az Eduárd 3. számában jelent meg a Cserkuti Dávid számára írt A torony. Fekete Imre ha ritkábban is, de a mai napig publikál a Kreténben, immár főleg Kovács Pistikére koncentrálva.
Fantasy és science-fiction illusztrációival több díjat nyert. Három önálló és ötvennél is több kollektív kiállításon szerepeltek munkái. Gyakori vendég képregényes rendezvényeken, ahol rendszeresen dedikál.

## Művek

### Kovács Pistike-sorozat
- Véres aratás a jövőben 1 (Kretén 11, 1995)
- Véres aratás a jövőben 2 (Kretén 19, 1996)
- Véres aratás a jövőben 3 (Kretén 26, 1997)
- Godzilla André Pandhy ellen (Kretén 29, 1998)
- Melső Generáció (Kretén 49, 2001)
- Epizód Kettő (Kretén 55, 2002)
- Mókus őrs az Alfa Holdbázison (Kretén 56, 2002)
- IQ-teszt a villában (Kretén 61, 2003)
- Mátrix trilológia (Kretén 64, 2003)
- A gyűrű ura trilológia (Kretén 66, 2004)
- Passzió (Kretén 67, 2004)
- Dr. Csernus a Predátor ellen (Kretén 68, 2004)
- A Pókemberegy (Kretén 69, 2004)
- A Pókemberkettő (Kretén 69, 2004)
- Csí: Majami: Helyszínelés (Kretén 70, 2004)
- ER: Vészhelyzetben! (Kretén 71, 2005)
- Kín Kong él (Kretén 72, 2005)
- Epizód 3 (Kretén 73, 2005)
- Fantasztikus 4S (Kretén 74, 2005)
- Teletabiz: Az iraki bevetés (Kretén 75, 2005)
- Dooom (Kretén 76, 2005)
- Körfűrész (Kretén 77, 2006)
- Alienz vs. Választások (Kretén 78, 2006)
- Élethalálharc (online képregény, kreten.hu, 2006)
- Ikszek (Kretén 80, 2006)
- Sperman visszatér (Kretén 81, 2006)
- Casino toyás (Kretén 82, 2006)
- Mangalica (Kretén 84, 2007)
- 299 (Kretén 85, 2007)
- Pókmber3 (Kretén 87, 2007)
- John Rambovich (Kretén 90, 2008)
- A hihetetlen Halk (Kretén 93, 2008)
- CSI: Gay (Kretén 96, 2009)
- 25: (Kretén 97, 2009)
- G. I. Dzso (Kretén 99, 2009)

### Hosszabb képregények a Kreténben és a Tiszta Diliben
- Egri csillagok háborúja (Kretén 10, 1995)
- Ludas Matyi igaz históriája (Kretén 12, 1995)
- Kutyák városa (Tiszta Dili 8, 1995)
- Borlock és Voltson: A királynő gyűrűje (Tiszta Dili 9, 1995)
- Borlock és Voltson: A fáraó átka (Tiszta Dili 10-11, 1995)
- James Pont, a titkolt ügynök (Tiszta Dili 12-13, 1995-1996)
- The True Télapó Story 1-3 (Kretén 13, 22, 28, 1995-1997)
- Y-Men - A mutánsok pusztulása, avagy a gyilkos pite (Kretén 30, 1998)
- Star Tok (Rajzolta Varga Zerge Zoltán, Kretén 38-39, 1999)
- Dragonbill (Rajzolta Varga Zerge Zoltán, Kretén 46-49, 2000-2001)
- Desodora (Rajzolta Garisa H. Zsolt, Kretén 50-64, 2001-2003)
- Egy szerkesztőségi vacsora igaz története (Kretén 58, 2002)
- Diplopia (Rajzolta Varga Zerge Zoltán, Kretén 65-78, 2004-2006)
- Az alkotás folyamata (Kretén 70-71, 2004-2005)
- Csak egy átlagos hétfő (Kretén 74-83, 2005-2007)
- Jódban-rosszban (Rajzolta Varga Zerge Zoltán, Kretén 78-80, 2006)
- Schwartzwalter Klinik (Rajzolta Varga Zerge Zoltán, Kretén 81-83, 2007)
- Broáfka Afrikában (Kretén 100, 2009)

### Munkák más lapokban és antológiákban
- Kutyaszív (Írta Bulgakov nyomán Kiss Ferenc, Füles, 1997/23-31, majd Beszélő 2004/12)
- Traven doktor kedvtelése (Írta Robert Stratton nyomán Kiss Ferenc, Füles, 1998/42-47)
- A gömb (Írta Hauck Ferenc, Fekete-Fehér Képregényantológia 2, 2006)
- First contact (Fekete-Fehér Képregényantológia 5, 2006)
- A nagy nanorobot-háború (Fekete-Fehér Képregényantológia 6, 2006)
- Új isten (Eduárd 1, 2006)
- Apádüte (Eduárd 2, 2006)
- A torony (Rajzolta Cserkuti Dávid, Eduárd 3, 2006 és Pinkhell 2, 2006)
- Példakép (Eduárd 4, 2006)
- Büfi (Eduárd 6, 2006)
- A próba (Eduárd 7, 2006)
- Rutin (Eduárd 8, 2006)
- Vérvonal (Panel különszám 2, 2009)

## Iskola, stílus
Fekete Imre nagy tisztelője ugyan a hagyományos magyar képregénynek, elsősorban Zórád Ernő munkáinak, ám saját, egyedi stílusa a legmodernebbek közé tartozik. Bár főleg az utóbbi időben új technikákkal és megoldásokkal is kísérletezett, alapvetően háromféle rajzot alkalmaz: a Galaktikában megismert, és az Eduárdban ismét felbukkanó, a science-fiction és a fantasy világához illeszkedő szálkás, majdnem realista stílusút, a Kreténben egy csak rá jellemző karikatúra-grafikát, a Kovács Pistikében pedig egy tudatosan lebutított, egy 8-10 év körüli, minden rajzi tehetséget nélkülöző gyerek firkáit. Írásaiban mindig tetten érhető az abszurd, a paródia iránti fogékonyság, a sajátosan "fekete" humor. Munkamódszerében kulcsfontosságú, hogy már a mind a saját maga, mind mások számára készített forgatókönyveket is képregényformában vázolja fel.